# Simaethea
Simaethea es un género de insecto coleóptero de la familia Chrysomelidae.

## Especies
Las especies de este género son:
- Simaethea furthi Mohamedsaid, 2004
- Simaethea sabahensis Mohamedsaid, 1998
- Simaethea sarawakensis Mohamedsaid, 2004